# Niki Böschenstein
Niki Böschenstein (* 12. Februar 1985 in Baden) ist ein Schweizer Kunstturner.
Er ist dreifacher Schweizer Meister im Einzel-Mehrkampf und gewann für seinen Wohnkanton Aargau zweimal die Schweizer Mannschaftsmeisterschaften. Daneben nahm er seit 2000 bereits an fünf Europameisterschaften und drei Weltmeisterschaften teil. Sein bisher grösster Erfolg ist die Silbermedaille mit der Mannschaft an der Junioren-EM 2002 in Patras, Griechenland.